# Marion Mack

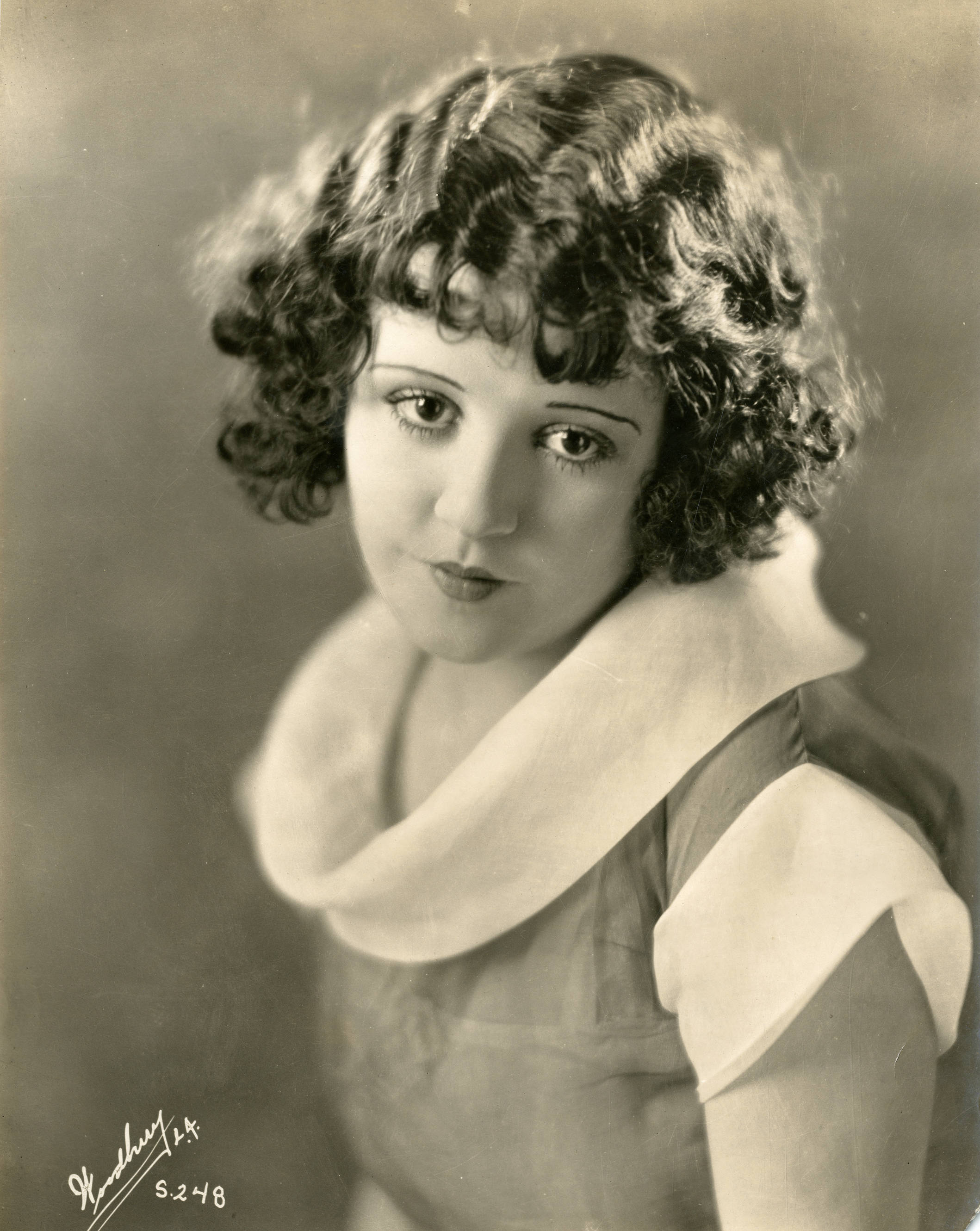
Marion Mack (1922)

Marion Mack (* 8. April 1902 in Mammoth, Utah als Joey Marion McCreery; † 1. Mai 1989 in Costa Mesa, Kalifornien) war eine US-amerikanische Filmschauspielerin und Drehbuchautorin, heute hauptsächlich bekannt als weibliche Hauptdarstellerin von Buster Keatons Filmklassiker The General.

## Leben
Die aus einer Kleinstadt in Utah kommende Marion Mack zog im April 1920 nach Hollywood und begann ihre Schauspiellaufbahn für 25 Dollar die Woche als eine von Mack Sennetts „Bathing Beauties“ bei den Keystone Studios. Bald wirkte sie prominent in Kurzfilmen mit, sowohl vor wie auch hinter der Kamera: Für Mary of the Movies (1923), in dem sie die Hauptrolle spielte, schrieb sie am Drehbuch mit. Anschließend hatte sie profiliertere Rollen in Dramen wie One of the Bravest (1925) und Carnival Girl (1926). Bleibende Bekanntheit erreichte Mack durch die Rolle der Südstaaten-Schönheit Annabelle Lee in Buster Keatons Filmklassiker Der General, die sich von ihrem von Keaton gespielten Freund trennt, da dieser kein Soldat wird. Bei seiner Premiere geriet The General allerdings zum Flop und brachte ihr keinen Karriereschub.
Etwa mit Anbruch des Tonfilms Ende der 1920er-Jahre zog sich Mack von der Filmschauspielerei zurück. Danach arbeitete sie bis in die 1940er-Jahre an Drehbüchern für Studios wie Metro-Goldwyn-Mayer oder Warner Brothers. Sie schrieb auch mehrere Drehbücher für ihren Ehemann, den auf Kurzfilme spezialisierten Regisseur und Produzenten Lewis Lewyn. Mack und Lewyn waren von 1923 bis zu dessen Tod im Jahr 1969 verheiratet, das Paar hatte einen Sohn und ließ sich im kalifornischen Costa Mesa nieder. Ab 1949 war sie als Immobilienmaklerin tätig.
Als in den 1960er-Jahren Keatons The General bei Wiederaufführungen als Meisterwerk gefeiert wurde, brachte das auch Marion Mack neue Aufmerksamkeit. In späteren Jahren war sie Gast bei Filmfestivals und gab als Zeitzeugin Interviews über die Stummfilmära, unter anderem für den bekannten Dokumentarfilm Hollywood (1980) von Kevin Brownlow und David McGill. Marion Mack verstarb 1989 mit 87 Jahren an Herzversagen.

## Filmografie
Als Schauspielerin
- 1921: On a Summer Day (Kurzfilm)
- 1921: Reputation
- 1921: The Cowpuncher's Comeback (Kurzfilm)
- 1923: Only a Husband (Kurzfilm)
- 1923: Mary of the Movies
- 1925: One of the Bravest
- 1926: The Carnival Girl
- 1926: Der General (The General)
- 1927: Alice in Movieland (Kurzfilm)
- 1940: Alice in Movieland (Kurzfilm, Remake des Stummfilms von 1927)

Als Drehbuchautorin
- 1923: Mary of the Movies
- 1938: Streamlined Swing (Kurzfilm)
- 1940: Rodeo Dough (Kurzfilm)
- 1942: Soaring Stars (Kurzfilm)